# Аршавский, Виктор Вульфович
Ви́ктор (в некоторых источниках — Вита́лий или Виталий-Виктор) Ву́льфович Арша́вский (латыш. Viktors Aršavskis; 17 октября 1933, Москва — 9 марта 2021) — советский и латвийский психофизиолог, специалист в области психофизиологии исследовательской активности, сна и творчества. Доктор биологических наук, профессор.
Один из создателей (совместно с В. С. Ротенбергом, 1976) междисциплинарной концепции поисковой активности, содержащей оригинальное объяснение ряда когнитивных процессов. Данная концепция используется, в частности, при анализе внутриличностных конфликтов. В соавторстве с Ротенбергом опубликовал книгу «Поисковая активность и адаптация» (М.: Наука, 1984).
Диссертация «Межполушарная асимметрия в системе поисковой активности: К проблеме адаптации человека в приполярных районах Северо-Востока СССР» (Ленинград, 1990).
С 1990-х годов жил и работал в Латвии, ведущий научный сотрудник и профессор Рижского университета имени Страдыня и Высшей школы психологии Балтийской международной академии. Один из соавторов изданного в 1999 году на латышском языке «Психологического словаря» (латыш. Psiholoģijas vārdnīca; Rīga: Māc. grām., 1999). Исследовал популяционные различия функциональной асимметрии полушарий большого мозга человека. В последние годы совместно с Т. В. Черниговской также занимался вопросами биосемиотики.
Умер 9 марта 2021 года от последствий коронавирусной инфекции